# Sorin Mitu
Sorin Mitu (n. 2 aprilie 1965, Arad) este un istoric român, profesor la Facultatea de Istorie și Filosofie a Universității Babeș-Bolyai din Cluj. A fost asistentul profesorilor Camil Mureșanu, Liviu Maior și Nicolae Bocșan. Este specialist în istoria Transilvaniei, imagologie comparată și studiul naționalismului.Din 2004 este conducător de doctorate la Facultatea de Istorie din Cluj. Printre lucrările coordonate se numără Universul copilăriei la românii din Transilvania. 1850-1910, elaborată de către Luminița Dumănescu, Identitate și sensibilitate în izvoarele narative de limbă maghiară, elaborată de către Andrea Feher.
În anul 1998 manualul său de istorie a provocat o dezbatere aprinsă în publicistica românească.

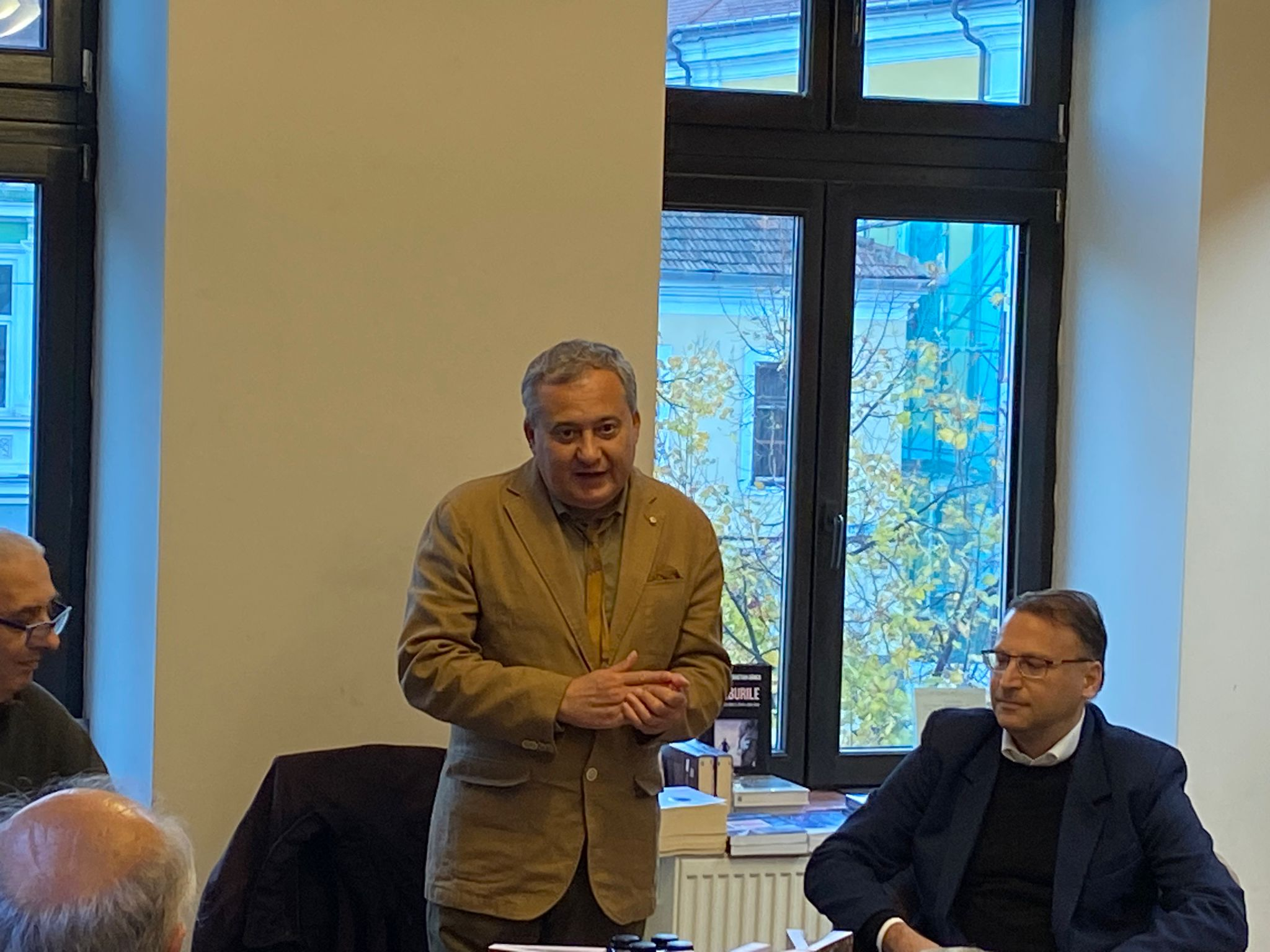
Profesorul Mitu la lansarea cele mai recente cărții - „Românii și ungurii. Un război imagologic de 1000 de ani”. Librarium Book Corner, Cluj-Napoca, 24 octombrie, 2024.

## Lucrări
- Istoria modernizării României. 1800-1918, 1996;
- Geneza identității naționale la românii ardeleni, 1997 (tradusă în engleză și germană);
- Românii vazuți de maghiari: imagini și clișee culturale din secolul al XIX-lea, 1998;
- Manual multifuncțional de istorie modernă a României, 1998;
- Imagini europene și mentalități românești din Transilvania la începutul epocii moderne, 2000.
- După 20 de ani, volum de versuri, 2005.
- Transilvania mea. Istorii, mentalității, identități. 2006, Polirom
- Europa Centrală, Răsăritul, Balcanii. Geografii Simbolice Comparate, 2007, editia I, 2008, editia a doua.
- Re-Searching the Nation: The Romanian File, (coordonator), 2008.
- The Bibliography of Romanian Nationalism, 2008.
- Ungurii despre români. Nașterea unei imagini etnice, p. 1, pe Google Books, (coautor), 2014, Editura Polirom
- De la Burebista la Iohannis. Istorii, analize, satire; 2017, editura Polirom,
- Românii și ungurii. Un război imagologic de 1000 de ani; 2024, editura Polirom

1. ↑  Czech National Authority Database, accesat în 1 martie 2022